# Keleti Éva
Keleti Éva (Budapest, 1931. augusztus 18. –) Kossuth- és Balázs Béla-díjas magyar fotográfus, érdemes és kiváló művész. Már a hatvanas években iskolát teremtett a színházi fényképezésben. Képei a hazai színháztörténet közelmúltjának kiemelkedő előadásait, nagyszerű művészegyéniségek különleges pillanatait örökítette meg. Dolgozott többek között az MTI-nél, az Új Tükör-nél, a World Press Photo-kiállítások hazai bemutatásainál és a Magyar Fotóriporterek Társasága elnökeként. Keleti Éva iskolát teremtett a színházi fényképezésben.

## Élete
Zsidó vallású, polgári családban született. Édesapja banktisztviselő volt (Keleti Aladár), édesanyja (Kabos Veronika) háztartásbeli volt. 1936-ban a család kikeresztelkedett, az iskolában katolikus nevelést kapott. Édesanyja testvére, Kabos Endre, olimpiai bajnok kardvívó volt. 1944-ben édesapja munkaszolgálatra került, őt az édesanyjával a téglagyárba vezényelték, de a deportálás elől szerencsével megmenekült.
Gimnáziumi tanulmányait a Veres Pálné utcai leánygimnáziumban végezte, 1949-ben érettségizett le. Az ELTE Természettudományi Karán tanult tovább fizika–kémia szakon. 1951-ben otthagyta az egyetemet és a Magyar Fotónál dolgozott, majd elvégezte a riportertanfolyamot Vadas Ernő és Langer Klára tanítványaként. 1954–1976 között riporterként dolgozott a Magyar Fotónál, majd jogutódjánál, az MTI-nél. 1976–1989 között az Új Tükör fotóriportere, képszerkesztője, főszerkesztő helyettese, majd a Színházi Élet képszerkesztője volt. 1991–92-ben a HT Press sajtóügynökség, a Gamma Képügynökség fotós főszerkesztője, majd 1993-tól a Ferenczy Europress vezető munkatársa, fotószerkesztőségének vezetője volt. 1976-ban sajtófotót tanított Indiában. Több alkalommal tagja volt az Interpress, valamint a Photo World Press Photo zsűrijének.
Balerina szeretett volna lenni. Nádasdi mester iskolájába járt balettet tanulni, Mednyánszki Ágival egy csoportban. Borzasztó tehetségtelen volt, rossz adottságokkal, kőkemény izomzattal, merev csontozattal. Egyre többet fényképezte a táncosokat, például a Magyar Állami Operaház Balettegyüttesét, a Pécsi Balettet, a Győri Balettet és az idelátogató külföldi együttesek előadásait.
Hatvanéves korában – korábbi elhatározásának megfelelően – abbahagyta a fotózást. Az azt követő évtizedekben is tevékeny. Megalapított és működtetett egy fotóügynökséget, könyveket szerkeszt – többet Szarka Klára társaságában –, híres fotósok emlékének ápolásán ügyködik, sokat tesz a kecskeméti Magyar Fotográfiai Múzeum életben tartásáért.
2019-ben, 88 évesen, csaknem 30 évnyi szünet után újra fotózni kezdett, modern eszközökkel. Újra felkereste régi kedves modelljeinek egy részét, hatvannégy év után újra lefotózta a kaposvári négyes ikrek közül még élő három fivért, de sokan, több tucatnyian most először álltak kamerája elé.
Keleti Éva hat évtizedes életművét a Műcsarnok 2019 végén, 2020 elején Élet/Kép címmel nagy sikerű retrospektív kiállításon mutatta be, gyakran egymás mellé helyezve modelljeinek, köztük a kor legnevesebb színművészei közül sokaknak régi és új képeit.

### Magánélete
Egy lányt és egy fiút nevelt fel. Az Oktogon lakója 1936 óta.

### A retrospektív kiállítás

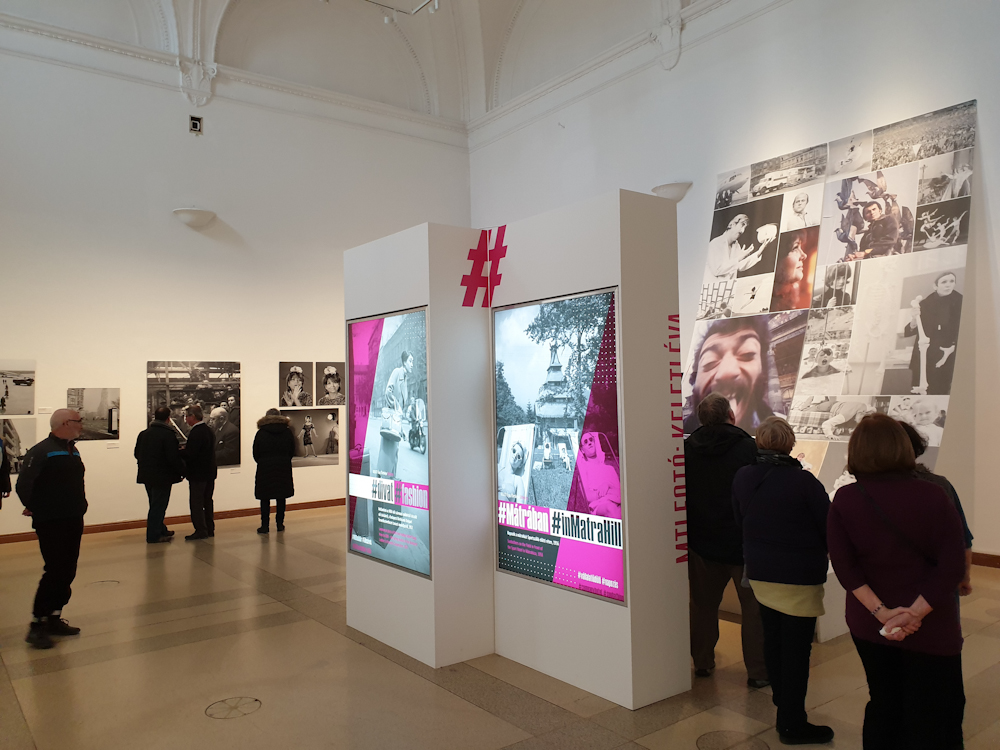
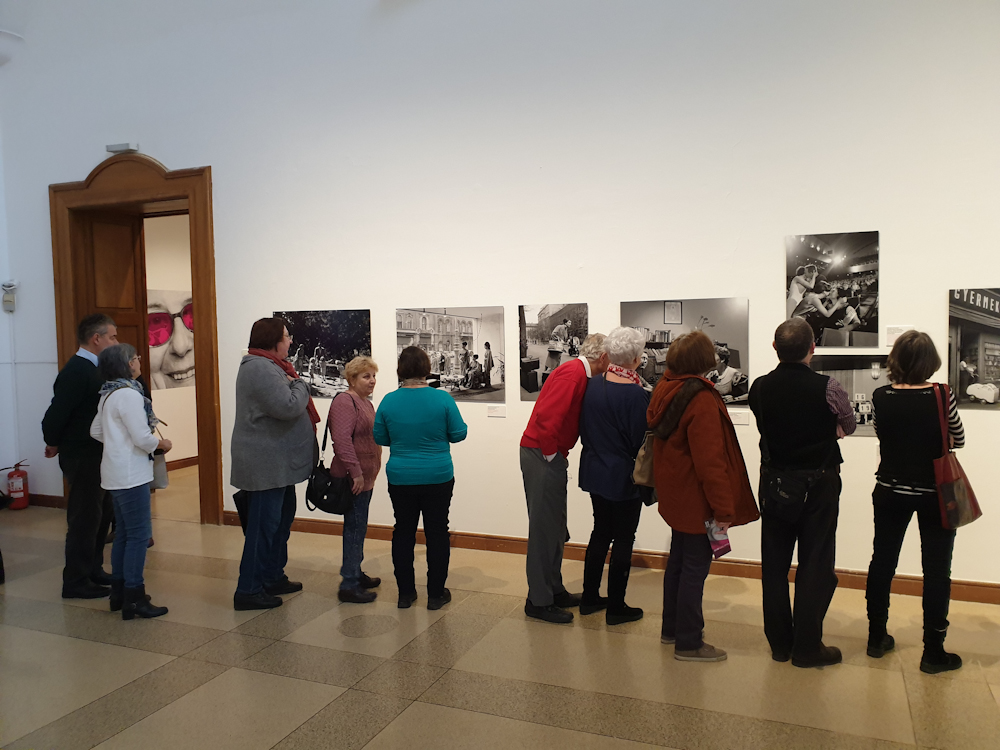
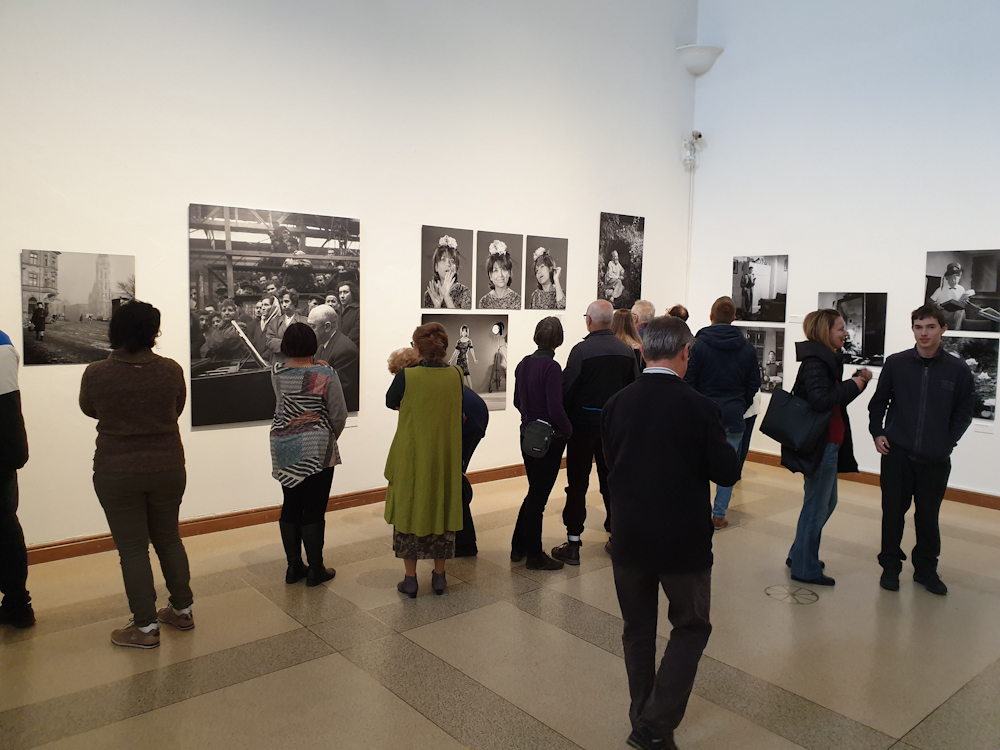

Legendásan jó, baráti kapcsolatot ápolt az ország vezető művészeivel, színművészeivel. Egész eddigi életét a szülői lakásban, egy Teréz körúti polgári lakásban élte le.
A Színházi adattárban őrzött felvételeinek száma: 3282.

## Tagságok
- 1957– Magyar Fotóművészek Szövetsége tagja
- 1984– MAOE (korábban: Művészeti Alap) tagja; a MÚOSZ Fotóriporter Szakosztálya tagja
- 1990– Magyar Fotóriporterek Társaságának (korábban: Magyar Fotóriporterek Kamarája) alapító tagja, 1997-től elnöke
- 1998– MÚOSZ (Magyar Újságírók Országos Szövetsége) elnökségének tagja

## Díjak[12]
- 1975: Balázs Béla-díj
- 1987: Érdemes művész
- 1997: Arany Tulipán-díj (World Press Photo)
- 1999: Magyar Fotóművészek Szövetsége Életmű-díja
- 2000: Magyar Művészetért díj
- 2002: A Magyar Köztársasági Érdemrend lovagkeresztje
- 2005: Táncsics Mihály-díj
- 2007: Aranytoll
- 2008: Prima Primissima díj
- 2011: Táncsics Alapítvány életműdíja
- 2013: Kiváló művész[13]
- 2014: Harsányi Zsolt-díj
- 2017: Kossuth-díj
- 2017: Radnóti Miklós antirasszista díj
- 2019: Budapestért díj
- 2021: Terézvárosért díj[14]
- 2022: Terézváros díszpolgára[15]
- 2023: Joseph Pulitzer-emlékdíj[16]
- 2023: Budapest díszpolgára[17]

## Válogatott csoportos kiállítások
- 1998–2001 Tánc a fotóművészetben, a Magyar Fotóművészek Szövetsége és a Táncművészek Szövetsége kiállítása, Veszprémi Petőfi Színház, Győri Nemzeti Színház, 2. Országos Fotóhetek, Budapest, Dél-afrikai Köztársaság, Pretoria
- 1999 Közelmúlt/Recent Past, az Escher Károly-alkotócsoport kiállítása az utolsó évszázad képes históriájából, a Magyar Fotóművészek Szövetsége és a Magyar Fotóriporterek Társasága rendezésében, Budapest Galéria2001 Közelmúlt/Recent Past, Haus Ungarn, Berlin

## Retrospektív kiállítás a Műcsarnokban
2019. december 11. és 2020 február 2. között retrospektív kiállítást rendeztek Keleti Éva életművéből a Műcsarnokban. A nagy sikerű kiállításon művészetének régebbi kiemelkedő darabjai mellett bemutatták legújabb, 2019 óta készült képeit is, amelyeken sok esetben régebbi felvételeinek szereplőit fotózta újra.

## Kötetei
- Oly távol és oly közel. Folpress Kiadó (2004) ISBN 9638666145
- Visszapillantás; szerzői, Bp., 2011
- A fotográfia bűvöletében. Beszélgetés Keleti Éva fotóművésszel; riporter Árpási Zoltán; HarperCollins, Bp., 2018
- Élet/képek; szerk. Szarka Klára; Hamu és Gyémánt, Bp., 2019
- Keleti Éva; előszó Szarka Klára; Városháza, Bp., 2019 (Csak képek)
- Film Színház Muzsika, Könyvsorozat, szerkesztő

## Kép és hang
- A Zárórában; 2010. november 9.[halott link]
- Virtuális tárlat